# Japan Cup 2024 (ciclismo)
La Japan Cup 2024, trentunesima edizione della corsa e valida come cinquantasettesima e ultima prova dell'UCI ProSeries 2024 categoria 1.Pro, si svolse il 20 ottobre 2024 su un percorso di 144,2 km, con partenza e arrivo a Utsunomiya, in Giappone. La vittoria fu appannaggio dello statunitense Neilson Powless, il quale completò il percorso in 3h33'30", alla media di 40,525 km/h, precedendo il belga Ilan Van Wilder e lo sloveno Matej Mohorič.
Sul traguardo di Utsunomiya 54 ciclisti, dei 112 partiti dalla medesima località, portarono a termine la competizione.

## Squadre e corridori partecipanti
| N.    | Cod. | Squadra               |
| ----- | ---- | --------------------- |
| 1-6   | JAY  | Team Jayco AlUla      |
| 11-16 | AST  | Astana Qazaqstan Team |
| 21-26 | TBV  | Bahrain Victorious    |
| 31-36 | COF  | Cofidis               |
| 41-46 | EFE  | EF Education-EasyPost |
| 51-56 | LTK  | Lidl-Trek             |
| 61-66 | SOQ  | Soudal Quick-Step     |
| 71-76 | IPT  | Israel-Premier Tech   |
| 81-86 | LTD  | Lotto Dstny           |
| 91-96 | TNN  | Team Novo Nordisk     |

| N.      | Cod. | Squadra                |
| ------- | ---- | ---------------------- |
| 101-106 | LGS  | Ljubljana Gusto Santic |
| 111-116 | AIS  | Aisan Racing Team      |
| 121-126 | JCL  | JCL Team Ukyo          |
| 131-136 | KIN  | Kinan Racing Team      |
| 141-146 | MTR  | Matrix Powertag        |
| 151-156 | SMN  | Shimano Racing         |
| 161-166 | BLZ  | Utsunomiya Blitzen     |
| 171-176 | VCH  | Victoire Hiroshima     |
| 181-186 | JPN  | Giappone               |

## Ordine d'arrivo (Top 10)
| Pos. | Corridore         | Squadra | Tempo    |
| ---- | ----------------- | ------- | -------- |
| 1    | Neilson Powless   | EF      | 3h33'30" |
| 2    | Ilan Van Wilder   | Soudal  | s.t.     |
| 3    | Matej Mohorič     | Bahrain | s.t.     |
| 4    | Michael Woods     | Israel  | s.t.     |
| 5    | Mauri Vansevenant | Soudal  | a 4"     |
| 6    | Julien Bernard    | Lidl    | a 4'16"  |
| 7    | Axel Zingle       | Cofidis | a 4'26"  |
| 8    | Toms Skujiņš      | Lidl    | a 4'35"  |
| 9    | Lukas Nerurkar    | EF      | s.t.     |
| 10   | Edoardo Zambanini | Bahrain | s.t.     |